# 크리스 탐린
크리스 탐린(Chris Tomlin)은 1972년 5월 4일, 미국 텍사스주 그랜드 살린(Grand Saline)에서 태어났다.

## 어린 시절
11살에 음악적 소질이 있다는 것을 발견한 탐린은 그 후로도 계속 음악 활동을 했다. 1992년에 고등학교를 졸업했다. 텍사스 A&M 대학교에 들어갈 때, 의학 공부를 하려고 마음을 먹었으나, 하나님의 뜻이 아님을 알고 다시 음악 공부를 계속 했다.

## 커리어
2000년, "6 Steps Music"이라는 기독교 찬양팀을 만들고, How Great Is Our God, Forever, Resurrection Power 등을 직접 만들며 작사 및 작곡을 겸하는 찬양인도자가 되었다.

## 참고 문헌
- Chris Tomlin, The Way I Was Made: Words and Music for an Unusual Life, Multnomah, 2004. ISBN 978-1-59052-327-8

## 필모그래피
| Year | Film                | Role    |
| ---- | ------------------- | ------- |
| 2013 | 그레이스 언플러그드 | 본인 역 |